# Nasir El Kasmi
Nasir El Kasmi (ur. 2 października 1982 w Wuppertalu) – piłkarz marokański grający na pozycji pomocnika.
Występował w Bayerze 04 Leverkusen, gdzie nie rozegrał żadnego meczu. Grał jedynie w rezerwach Bayeru. W 2001 roku zdobył tytuł mistrza Oberligi. Następnie występował w MSV Duisburg, a w 2006 roku trafił do Holstein Kiel. W reprezentacji Maroka rozegrał dwa spotkania.